# إكسورة أندامانية
إكسورة أندامانية[بحاجة لمصدر] (الاسم العلمي:Ixora andamanensis) هي نوع من النباتات يتبع جنس الإكسورة من الفصيلة الفوية. سمي هذا النوع نسبةً إلى جزر أندامان في الهند.